# Tambacounda (region)

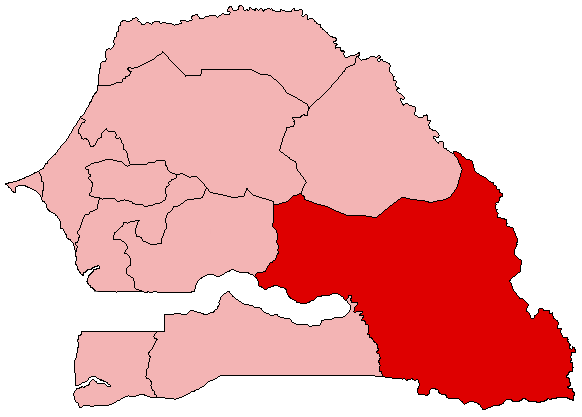
Poloha regionu Tambacounda na mapě Senegalu

Tambacounda je regionem, který se nachází v jihovýchodním Senegalu. Sousedí s regiony Kolda, Kaolack, Louga a Matam. Rozloha regionu činí 59 602 km2, žije zde 605 695 obyvatel. Hustota zalidnění je 10,2 obyv./km2. V regionu se nachází hlavní přestupní stanice na železnici mezi hlavním městem Senegalu, Dakarem, a hlavním městem Mali, Bamakem.
Hlavní město regionu se jmenuje Tambacounda. Samotný region je tvořen třemi departmenty:
- Bakel
- Kédougou
- Tambacounda